# Езежаньский, Себастьян
Себастьян Езежаньский (пол. Sebastian Jezierzański, род. 9 июля 1991, Рацибуж, Катовицкое воеводство) — польский борец вольного стиля, призёр чемпионатов Европы. Чемпион Польши 2020 года. 

## Биография
Родился в 1991 году. С 2006 года принимает участие в международных соревнованиях по борьбе. В 2020 году становился чемпионом Польши в категории до 86 кг.
В 2022 году на чемпионате Европы в Будапеште, польский спортсмен в категории до 86 кг завоевал бронзовую медаль. Это был его первый столь крупный спортивный успех на больших международных соревнованиях.  
В Загребе, на чемпионате Европы 2023 года в утешительном финале победил молдаванина Георгия Рубаева и завоевал бронзовую медаль. 